# Xã Cottonwood, Quận Cumberland, Illinois
Xã Cottonwood (tiếng Anh: Cottonwood Township) là một xã thuộc quận Cumberland, tiểu bang Illinois, Hoa Kỳ. Năm 2010, dân số của xã này là 521 người.